# Seznam dílů seriálu Tohle jsme my
Toto je seznam dílů seriálu Tohle jsme my. Americký dramatický televizní seriál Tohle jsme my měl premiéru 20. září 2016 na stanici NBC. V Česku jej vysílá stanice ČT art od 8. ledna 2019 v původním znění s titulky.

## Přehled řad
| Řada | Díly | Premiéra v USA | Premiéra v USA  | Premiéra v ČR   | Premiéra v ČR     |
| Řada | Díly | První díl      | Poslední díl    | První díl       | Poslední díl      |
| ---- | ---- | -------------- | --------------- | --------------- | ----------------- |
| 1    | 18   | 20. září 2016  | 14. března 2017 | 8. ledna 2019   | 21. května 2019   |
| 2    | 18   | 26. září 2017  | 13. března 2018 | 28. května 2019 | 24. září 2019     |
| 3    | 18   | 25. září 2018  | 2. dubna 2019   | 1. října 2019   | 4. února 2020     |
| 4    | 18   | 24. září 2019  | 24. března 2020 | 8. září 2020    | 19. ledna 2021    |
| 5    | 16   | 27. října 2020 | 25. května 2021 | 7. září 2021    | 28. prosince 2021 |
| 6    | 18   | 4. ledna 2022  | 24. května 2022 | 4. ledna 2023   | 3. května 2023    |

## Seznam dílů

### První řada (2016–2017)
| Č. v seriálu | Č. v řadě | Původní název                         | Český název                    | Režie                      | Scénář                                         | Premiéra v USA     | Premiéra v ČR   | Produkční kód |
| ------------ | --------- | ------------------------------------- | ------------------------------ | -------------------------- | ---------------------------------------------- | ------------------ | --------------- | ------------- |
| 1            | 1         | Pilot                                 | Tohle jsme my                  | John Requa a Glenn Ficarra | Dan Fogelman                                   | 20. září 2016      | 8. ledna 2019   | 1AZC01        |
| 2            | 2         | The Big Three                         | Velká trojka                   | Ken Olin                   | Dan Fogelamn                                   | 27. září 2016      | 15. ledna 2019  | 1AZC02        |
| 3            | 3         | Kyle                                  | Kyle                           | John Requa a Glenn Ficarra | Dan Fogelman                                   | 11. října 2016     | 22. ledna 2019  | 1AZC03        |
| 4            | 4         | The Pool                              | Bazén                          | John Requa a Glenn Ficarra | Dan Fogelman a Donald Todd                     | 18. října 2016     | 29. ledna 2019  | 1AZC04        |
| 5            | 5         | The Game Plan                         | Herní strategie                | George Tillman             | Joe Lawson                                     | 25. října 2016     | 5. února 2019   | 1AZC05        |
| 6            | 6         | Career Day                            | Profesní den                   | Craig Zisk                 | Bekah Brunstetter                              | 1. listopadu 2016  | 12. února 2019  | 1AZC06        |
| 7            | 7         | The Best Washing Machine in the World | Nejlepší pračka na celém světě | Silas Howard               | K. J. Steinberg                                | 15. listopadu 2016 | 26. února 2019  | 1AZC07        |
| 8            | 8         | Pilgrim Rick                          | Poutník Rick                   | Sarah Pia Anderson         | Isaac Aptaker a Elizabeth Berger               | 22. listopadu 2016 | 5. března 2019  | 1AZC08        |
| 9            | 9         | The Trip                              | Výlet                          | Uta Briesewitz             | Vera Herbert                                   | 29. listopadu 2016 | 12. března 2019 | 1AZC09        |
| 10           | 10        | Last Christmas                        | Loni o Vánocích                | Helen Hunt                 | Donald Todd                                    | 6. prosince 2016   | 19. března 2019 | 1AZC10        |
| 11           | 11        | The Right Thing to Do                 | Udělej, co se sluší            | Timothy Busfield           | Aurin Squire                                   | 10. ledna 2017     | 26. března 2019 | 1AZC11        |
| 12           | 12        | The Big Day                           | Velký den                      | Ken Olin                   | Dan Fogelman a Laura Kenar                     | 17. ledna 2017     | 2. dubna 2019   | 1AZC12        |
| 13           | 13        | Three Sentences                       | Tři věty                       | Chris Koch                 | Joe Lawson a Bekah Brunstetter                 | 24. ledna 2017     | 9. dubna 2019   | 1AZC13        |
| 14           | 14        | I Call Marriage                       | Manželství na prvním místě     | George Tillman Jr.         | Kay Oyegun                                     | 7. února 2017      | 16. dubna 2019  | 1AZC14        |
| 15           | 15        | Jack Pearson's Son                    | Syn Jacka Pearsona             | Ken Olin                   | Isaac Aptaker a Elizabeth Berger               | 14. února 2017     | 30. dubna 2019  | 1AZC15        |
| 16           | 16        | Memphis                               | Memphis                        | John Requa a Glenn Ficarra | Dan Fogelman                                   | 21. února 2017     | 7. května 2019  | 1AZC16        |
| 17           | 17        | What Now?                             | Co teď?                        | Wendey Stanzler            | K.J. Steinberg a Vera Herbert                  | 7. března 2017     | 14. května 2019 | 1AZC17        |
| 18           | 18        | Moonshadow                            | Měsíční stín                   | Ken Olin                   | Dan Fogelman, Issac Aptaker a Elizabeth Berger | 14. března 2017    | 21. května 2019 | 1AZC18        |

### Druhá řada (2017–2018)
| Č. v seriálu | Č. v řadě | Původní název                     | Český název             | Režie                      | Scénář                                   | Premiéra v USA     | Premiéra v ČR     | Produkční kód |
| ------------ | --------- | --------------------------------- | ----------------------- | -------------------------- | ---------------------------------------- | ------------------ | ----------------- | ------------- |
| 19           | 1         | A Father's Advice                 | Otcovská rada           | Ken Olin                   | Dan Fogelman                             | 26. září 2017      | 28. května 2019   | 2AZC01        |
| 20           | 2         | A Manny-Splendored Thing          | Manny se vrací          | John Fortenberry           | Dan Fogelman a Bekah Brunstetter         | 3. října 2017      | 4. června 2019    | 2AZC02        |
| 21           | 3         | Déjà Vu                           | Deja vu                 | John Requa a Glenn Ficarra | Isaac Aptaker a Elizabeth Berger         | 10. října 2017     | 11. června 2019   | 2AZC03        |
| 22           | 4         | Still There                       | Pořád tam je            | Ken Olin                   | Vera Herbert                             | 17. října 2017     | 18. června 2019   | 2AZC04        |
| 23           | 5         | Brothers                          | Bratři                  | John Requa a Glenn Ficarra | Tyler Bensinger                          | 24. října 2017     | 25. června 2019   | 2AZC05        |
| 24           | 6         | The 20's                          | Když nám bylo dvacet    | Regina King                | Don Roos                                 | 31. října 2017     | 2. července 2019  | 2AZC06        |
| 25           | 7         | The Most Disappointed Man         | Nejzklamanější člověk   | Chris Koch                 | Kay Oyegun                               | 7. listopadu 2017  | 9. července 2019  | 2AZC07        |
| 26           | 8         | Number One                        | Jednička                | Ken Olin                   | K.J. Steinberg                           | 14. listopadu 2017 | 16. července 2019 | 2AZC08        |
| 27           | 9         | Number Two                        | Dvojka                  | Ken Olin                   | K.J. Steinberg a Shukree Hassan Tilghman | 21. listopadu 2017 | 23. července 2019 | 2AZC09        |
| 28           | 10        | Number Three                      | Trojka                  | Ken Olin                   | Shukree Hassan Tilghman                  | 28. listopadu 2017 | 30. července 2019 | 2AZC10        |
| 29           | 11        | The Fifth Wheel                   | Páté kolo               | Chris Koch                 | Vera Herbert                             | 9. ledna 2018      | 6. srpna 2019     | 2AZC11        |
| 30           | 12        | Clooney                           | Clooney                 | Zetna Fuentes              | Bekah Brunstetter                        | 16. ledna 2018     | 13. srpna 2019    | 2AZC12        |
| 31           | 13        | That'll Be the Day                | Až přijde ten den       | Uta Briesewitz             | Kay Oyegun a Don Roos                    | 23. ledna 2018     | 20. srpna 2019    | 2AZC13        |
| 32           | 14        | Super Bowl Sunday                 | Finálová neděle         | John Requa a Glenn Ficarra | Dan Fogelman                             | 4. února 2018      | 27. srpna 2019    | 2AZC14        |
| 33           | 15        | The Car                           | Auto                    | Ken Olin                   | Isaac Aptaker a Elizabeth Berger         | 6. února 2018      | 3. září 2019      | 2AZC15        |
| 34           | 16        | Vegas, Baby                       | Vegas, baby             | Joanna Kerns               | Laura Kenar                              | 27. února 2018     | 10. září 2019     | 2AZC16        |
| 35           | 17        | This Big, Amazing, Beautiful Life | Úžasný, překrásný život | Rebecca Asher              | Kay Oyegun                               | 6. března 2018     | 17. září 2019     | 2AZC17        |
| 36           | 18        | The Wedding                       | Svatba                  | Ken Olin                   | Isaac Aptaker a Elizabeth Berger         | 13. března 2018    | 24. září 2019     | 2AZC18        |

### Třetí řada (2018–2019)
| Č. v seriálu | Č. v řadě | Původní název                             | Český název                 | Režie               | Scénář                                         | Premiéra v USA     | Premiéra v ČR      | Produkční kód |
| ------------ | --------- | ----------------------------------------- | --------------------------- | ------------------- | ---------------------------------------------- | ------------------ | ------------------ | ------------- |
| 37           | 1         | Nine Bucks                                | Devět dolarů                | Ken Olin            | Dan Fogelman, Isaac Aptaker a Elizabeth Berger | 25. září 2018      | 1. října 2019      | 3AZC01        |
| 38           | 2         | A Philadelphia Story                      | Příběh z Filadelfie         | Chris Koch          | Kay Oyegun                                     | 2. října 2018      | 8. října 2019      | 3AZC02        |
| 39           | 3         | Katie Girls                               | Holčičky                    | Rebecca Asher       | Julia Brownell                                 | 9. října 2018      | 15. října 2019     | 3AZC03        |
| 40           | 4         | Vietnam                                   | Vietnam                     | Ken Olin            | Dan Fogelman a Tim O'Brien                     | 16. října 2018     | 22. října 2019     | 3AZC05        |
| 41           | 5         | Toby                                      | Toby                        | Chris Koch          | K.J. Steinberg                                 | 23. října 2018     | 29. října 2019     | 3AZC04        |
| 42           | 6         | Kamsahamnida                              | Kamsahamnida                | John Fortenberry    | Vera Herbert                                   | 30. října 2018     | 5. listopadu 2019  | 3AZC06        |
| 43           | 7         | Sometimes                                 | Někdy                       | Ken Olin            | Bekah Brunstetter                              | 13. listopadu 2018 | 12. listopadu 2019 | 3AZC07        |
| 44           | 8         | Six Thanksgivings                         | Šest díkůvzdání             | Catherine Hardwicke | Kevin Falls                                    | 20. listopadu 2018 | 19. listopadu 2019 | 3AZC08        |
| 45           | 9         | The Beginning Is the End Is the Beginning | Začátek je konec je začátek | Ken Olin            | Shukree Hassan Tilghman                        | 27. listopadu 2018 | 26. listopadu 2019 | 3AZC09        |
| 46           | 10        | The Last Seven Weeks                      | Posledních sedm týdnů       | Roxann Dawson       | Laura Kenar                                    | 15. ledna 2019     | 3. prosince 2019   | 3AZC10        |
| 47           | 11        | Songbird Road: Part One                   | Songbird Road, část první   | Chris Koch          | Kevin Falls a Tim O'Brien                      | 22. ledna 2019     | 10. prosince 2019  | 3AZC11        |
| 48           | 12        | Songbird Road: Part Two                   | Songbird Road, část druhá   | Ken Olin            | Julia Brownell                                 | 12. února 2019     | 7. ledna 2020      | 3AZC12        |
| 49           | 13        | Our Little Island Girl                    | Děvčátko z malého ostrova   | Anne Fletcher       | Eboni Freeman                                  | 19. února 2019     | 14. ledna 2020     | 3AZC13        |
| 50           | 14        | The Graduates                             | Absolventi                  | Sarah Boyd          | K.J. Steinberg a Danielle Bauman               | 5. března 2019     | 21. ledna 2020     | 3AZC14        |
| 51           | 15        | The Waiting Room                          | Čekárna                     | Kevin Hooks         | Bekah Brunstetter                              | 12. března 2019    | 28. ledna 2020     | 3AZC15        |
| 52           | 16        | Don't Take My Sunshine Away               | Neber mi moje sluníčko      | George Tillman Jr.  | Vera Herbert                                   | 19. března 2019    | 28. ledna 2020     | 3AZC16        |
| 53           | 17        | R & B                                     | R & B                       | Kevin Hooks         | Kay Oyegun                                     | 26. března 2019    | 4. února 2020      | 3AZC17        |
| 54           | 18        | Her                                       | Ona                         | Ken Olin            | Isaac Aptaker a Elizabeth Berger               | 2. dubna 2019      | 4. února 2020      | 3AZC18        |

### Čtvrtá řada (2019–2020)
| Č. v seriálu | Č. v řadě | Původní název                | Český název                  | Režie               | Scénář                           | Premiéra v USA     | Premiéra v ČR      | Produkční kód |
| ------------ | --------- | ---------------------------- | ---------------------------- | ------------------- | -------------------------------- | ------------------ | ------------------ | ------------- |
| 55           | 1         | Strangers                    | Cizinci                      | Ken Olin            | Dan Fogelman                     | 24. září 2019      | 8. září 2020       | 4AZC01        |
| 56           | 2         | The Pool: Part Two           | Bazén, část druhá            | Chris Koch          | Isaac Aptaker a Elizabeth Berger | 1. října 2019      | 15. září 2020      | 4AZC02        |
| 57           | 3         | Unhinged                     | Vysazení z pantů             | Anne Fletcher       | Vera Herbert                     | 8. října 2019      | 22. září 2020      | 4AZC03        |
| 58           | 4         | Flip a Coin                  | Hoď si mincí                 | Chris Koch          | Julia Brownell                   | 15. října 2019     | 29. září 2020      | 4AZC04        |
| 59           | 5         | Storybook Love               | Láska jako v pohádce         | Milo Ventimiglia    | Casey Johnson a David Windsor    | 22. října 2019     | 6. října 2020      | 4AZC05        |
| 60           | 6         | The Club                     | Klub                         | Jessica Yu          | Kevin Falls                      | 29. října 2019     | 13. října 2020     | 4AZC06        |
| 61           | 7         | The Dinner and the Date      | Večeře a rande               | Ken Olin            | Kay Oyegun                       | 5. listopadu 2019  | 20. října 2020     | 4AZC07        |
| 62           | 8         | Sorry                        | Omluvy                       | Rebecca Asher       | Elan Mastai                      | 12. listopadu 2019 | 27. října 2020     | 4AZC08        |
| 63           | 9         | So Long, Marianne            | Sbohem, Marianne             | Ken Olin            | K.J. Steinberg                   | 19. listopadu 2019 | 3. listopadu 2020  | 4AZC09        |
| 64           | 10        | Light and Shadows            | Světlo a stíny               | Yasu Tanida         | Eboni Freeman                    | 14. ledna 2020     | 10. listopadu 2020 | 4AZC10        |
| 65           | 11        | A Hell of a Week: Part One   | Šílený týden, část první     | Kevin Hooks         | Jon Dorsey                       | 21. ledna 2020     | 17. listopadu 2020 | 4AZC11        |
| 66           | 12        | A Hell of a Week: Part Two   | Šílený týden, část druhá     | Kevin Hooks         | Danielle Bauman                  | 28. ledna 2020     | 24. listopadu 2020 | 4AZC12        |
| 67           | 13        | A Hell of a Week: Part Three | Šílený týden, část třetí     | Justin Hartley      | Laura Kenar                      | 11. února 2020     | 1. prosince 2020   | 4AZC13        |
| 68           | 14        | The Cabin                    | Chata                        | Catherine Hardwicke | Isaac Aptaker a Elizabeth Berger | 18. února 2020     | 8. prosince 2020   | 4AZC14        |
| 69           | 15        | Clouds                       | Oblaka                       | Sarah Boyd          | Kevin Falls a Jonny Gomez        | 25. února 2020     | 15. prosince 2020  | 4AZC15        |
| 70           | 16        | New York, New York, New York | New York, New York, New York | Ken Olin            | Julia Brownell                   | 10. března 2020    | 5. ledna 2021      | 4AZC16        |
| 71           | 17        | After the Fire               | Po požáru                    | Roxann Dawson       | Vera Herbert a Kay Oyegun        | 17. března 2020    | 12. ledna 2021     | 4AZC17        |
| 72           | 18        | Strangers: Part Two          | Cizinci, část druhá          | Ken Olin            | Dan Fogelman                     | 24. března 2020    | 19. ledna 2021     | 4AZC18        |

### Pátá řada (2020–2021)
| Č. v seriálu | Č. v řadě | Původní název            | Český název                               | Režie                 | Scénář                                   | Premiéra v USA     | Premiéra v ČR              | Produkční kód |
| ------------ | --------- | ------------------------ | ----------------------------------------- | --------------------- | ---------------------------------------- | ------------------ | -------------------------- | ------------- |
| 73–74        | 1–2       | Forty                    | Čtyřicet, část první Čtyřicet, část druhá | Ken Olin              | Dan Fogelman, Kay Oyegun a Jake Schnesel | 27. října 2020     | 7. září 2021 14. září 2021 | 5AZC01 5AZC02 |
| 75           | 3         | Changes                  | Změny                                     | Anne Fletcher         | Kevin Falls                              | 10. listopadu 2020 | 21. září 2021              | 5AZC03        |
| 76           | 4         | Honestly                 | Upřímně                                   | Ken Olin              | Elan Mastai                              | 17. listopadu 2020 | 28. září 2021              | 5AZC04        |
| 77           | 5         | A Long Road Home         | Dlouhá cesta domů                         | Anne Fletcher         | K.J. Steinberg                           | 5. ledna 2021      | 5. října 2021              | 5AZC05        |
| 78           | 6         | Birth Mother             | Biologická matka                          | Kay Oyegun            | Eboni Freeman a Kay Oyegun               | 12. ledna 2021     | 12. října 2021             | 5AZC06        |
| 79           | 7         | There                    | Být tady                                  | Kevin Rodney Sullivan | Isaac Aptaker a Elizabeth Berger         | 9. února 2021      | 19. října 2021             | 5AZC07        |
| 80           | 8         | In the Room              | Spojení                                   | Ken Olin              | Vera Herbert                             | 16. února 2021     | 26. října 2021             | 5AZC08        |
| 81           | 9         | The Ride                 | Jízda                                     | Jon Huertas           | Julia Brownell                           | 23. února 2021     | 2. listopadu 2021          | 5AZC09        |
| 82           | 10        | I've Got This            | Zvládám to                                | Ken Olin              | Casey Johnson a David Windsor            | 16. března 2021    | 9. listopadu 2021          | 5AZC10        |
| 83           | 11        | One Small Step ...       | Malý krok...                              | Yasu Tanida           | Laura Kenar                              | 23. března 2021    | 16. listopadu 2021         | 5AZC11        |
| 84           | 12        | Both Things Can Be True  | Obojí může být pravda                     | Chris Koch            | Danielle Bauman                          | 6. dubna 2021      | 23. listopadu 2021         | 5AZC12        |
| 85           | 13        | Brotherly Love           | Bratrská láska                            | Kay Oyegun            | Jon Dorsey                               | 13. dubna 2021     | 30. listopadu 2021         | 5AZC13        |
| 86           | 14        | The Music and the Mirror | Hudba a zrcadlo                           | Jessica Yu            | Jonny Gomez                              | 11. května 2021    | 14. prosince 2021          | 5AZC14        |
| 87           | 15        | Jerry 2.0                | Jerry 2.0                                 | Milo Ventimiglia      | Isaac Aptaker a Elizabeth Berger         | 18. května 2021    | 21. prosince 2021          | 5AZC15        |
| 88           | 16        | The Adirondacks          | Svatební den                              | Ken Olin              | Dan Fogelman                             | 25. května 2021    | 28. prosince 2021          | 5AZC16        |

### Šestá řada (2022)
| Č. v seriálu | Č. v řadě | Původní název                    | Český název                      | Režie            | Scénář                                      | Premiéra v USA  | Premiéra v ČR   | Produkční kód |
| ------------ | --------- | -------------------------------- | -------------------------------- | ---------------- | ------------------------------------------- | --------------- | --------------- | ------------- |
| 89           | 1         | The Challenger                   | Challenger                       | Ken Olin         | Dan Fogelman                                | 4. ledna 2022   | 4. ledna 2023   | 6AZC01        |
| 90           | 2         | One Giant Leap                   | Velký skok                       | Kay Oyegun       | Kevin Falls                                 | 11. ledna 2022  | 11. ledna 2023  | 6AZC02        |
| 91           | 3         | Four Fathers                     | Čtyři otcové                     | Jon Huertas      | Casey Johnson a David Windsor               | 18. ledna 2022  | 18. ledna 2023  | 6AZC03        |
| 92           | 4         | Don't Let Me Keep You            | Nebudu tě zdržovat               | Jessica Yu       | Elan Mastai                                 | 25. ledna 2022  | 25. ledna 2023  | 6AZC04        |
| 93           | 5         | Heart and Soul                   | Srdce a duše                     | Chris Sullivan   | Julia Brownell                              | 1. února 2022   | 1. února 2023   | 6AZC05        |
| 94           | 6         | Our Little Island Girl: Part Two | Naše malá ostrovanka, část druhá | Kevin Hooks      | Susan Kelechi Watson a Eboni Freeman        | 22. února 2022  | 8. února 2023   | 6AZC06        |
| 95           | 7         | Taboo                            | Tabu                             | Glenn Steelman   | Laura Kenar                                 | 8. března 2022  | 15. února 2023  | 6AZC07        |
| 96           | 8         | The Guitar Man                   | Muž s kytarou                    | Milo Ventimiglia | Kevin Falls a Jake Schnesel                 | 15. března 2022 | 22. února 2023  | 6AZC08        |
| 97           | 9         | The Hill                         | Kopec                            | Mandy Moore      | Casey Johnson, David Windsor a Chrissy Metz | 22. března 2022 | 1. března 2023  | 6AZC09        |
| 98           | 10        | Every Version of You             | Každá tvoje verze                | Justin Hartley   | Kay Oyegun                                  | 29. března 2022 | 8. března 2023  | 6AZC10        |
| 99           | 11        | Saturday in the Park             | Sobota v parku                   | Chris Koch       | K.J. Steinberg                              | 5. dubna 2022   | 15. března 2023 | 6AZC11        |
| 100          | 12        | Katoby                           | Katoby                           | Ken Olin         | Isaac Aptaker a Elizabeth Berger            | 12. dubna 2022  | 22. března 2023 | 6AZC12        |
| 101          | 13        | Day of the Wedding               | Svatební den                     | James Takata     | Jon Dorsey                                  | 19. dubna 2022  | 29. března 2023 | 6AZC13        |
| 102          | 14        | The Night Before the Wedding     | Předvečer svatby                 | Yasu Tanida      | Danielle Bauman                             | 26. dubna 2022  | 5. dubna 2023   | 6AZC14        |
| 103          | 15        | Miguel                           | Miguel                           | Zetna Fuentes    | Jonny Gomez                                 | 3. května 2022  | 12. dubna 2023  | 6AZC15        |
| 104          | 16        | Family Meeting                   | Rodinná schůze                   | Chris Koch       | Isaac Aptaker a Elizabeth Berger            | 10. května 2022 | 19. dubna 2023  | 6AZC16        |
| 105          | 17        | The Train                        | Vlak                             | Ken Olin         | Dan Fogelman                                | 17. května 2022 | 26. dubna 2023  | 6AZC17        |
| 106          | 18        | Us                               | My                               | Ken Olin         | Dan Fogelman                                | 24. května 2022 | 3. května 2023  | 6AZC18        |